# إشبيلية
إشْبِيلْيَة (باللغة الإسبانية: Sevilla، سيفييا) عاصمة منطقة أندلوسيا ومقاطعة إشبيلية في جنوب إسبانيا، وتقع على ضفاف نهر الوادي الكبير. يبلغ عدد سكان مدينة إشبيلية نحو 703.021 نسمة (2011) مما يجعلها رابع أكبر مدينة في إسبانيا من حيث عدد السكان، وذلك بعد مدريد وبرشلونة وبلنسية. مساحتها 140,8 كم² ونشكل أيضاً رابع أكبر تجمع حضري في البلاد بسكانه وعددهم 1.519.639 نسمة (وفقاً لتقديرات المعهد الوطني للإحصاء الإسباني لعام 2011)، وهو ما يمثل نسبة 77,5 ٪ من إجمالي سكان المقاطعة البالغ 1.927.109 نسمة.
اشتهرت إشبيلية بشكل كبير إبان حكم المسلمين لإسبانيا في العصور الوسطى وكان يطلق عليها أيضاً اسم (حمص) نسبة لنزول جند الشام فيه أول مرة. وفي أواسط القرن التاسع الميلادي أمر عبد الرحمن الثاني ببناء أسطول بحري ودار لصناعة الأسلحة فيها. وكان من أشهر حكامها المعتمد بن عباد، ومن أهم معالمها منارة خيرالدا التي بنيت بأمر من السلطان أبو يوسف يعقوب المنصور الموحدي. ومن أبرز سكانها حينذاك إبراهيم بن سهل المشهور بديوانه. تُشتهر المدينة بأنها مدينة الفن والطرب في الأندلس.

## أصل التسمية

### أصل الكلمة
سبال هو أقدم اسم معروف لإشبيلية. يبدو أن تكون قد نشأت خلال الاستعمار الفينيقي للثقافة Tartessian في جنوب غرب إيبيريا، وفقاً لمانويل بليسر كاتالان تعني «الأراضي المنخفضة» في اللغة الفينيقية (على غرار العبرية. وخلال الحكم الروماني تم Latinised الاسم كما Hispalis. بعد الفتح الإسلامي، وقد تم تكييف هذا الاسم إلى اللغة العربية كما إشبيلية (عربي أشبيلية)، ومنذ "p" لا وجود لها في اللغة العربية، وتحل محلها «ب»، تم استبداله اللاتينية مكان اسم لاحقة، غير المباشرة للعربي أي ما يعادل iyya، وشدد على «و» / æ / تحولت إلى «أنا» / ط /، وذلك بسبب ظاهرة تسمى imela الصوتية. الإنجليزية إشبيلية الإسبانية وأسماء مشتقة من إشبيلية.

### الشعار
«إشبيلية» هو شعار الرسمي لإشبيلية. ويعتقد شعبياً أن يكون اللغز يدل على الإسبانية «لا لي ها dejado»، ومعنى «وإشبيلية لم تتخل لي»، مع ثمانية في الوسط يمثل madeja، أو خصلة خيوط من الصوف. يذكر أن أسطورة نال لقب الملك ألفونسو العاشر، الذي كان مقيماً في الكازار في المدينة وبدعم من المواطنين عند ابنه، في وقت لاحق سانشو الرابع من قشتالة، وحاول اغتصاب له عن العرش. الشعار موجود على العلم البلدية ويتميز على الممتلكات المدينة مثل يغطي فتحة، وقبر كريستوفر كولومبوس في الكاتدرائية.

## التاريخ
يمتد تاريخ إشبيلية أكثر من ألفي سنة، إثر مرور مختلف الناس في نمو المدينة ذات الشخصية المتميزة. كانت إشبيلية مدينة رومانية معروفة في وقت مبكر باسم هيسباليس (hispalis). تعطي ايتاليكا italica المدينة الرومانية القريبة من مدينة إشبيلية انطباعا عن كيف كانت هيسباليس في وقت لاحق من الفترة الرومانية. البقايا الرومانية الموجودة في إشبيلية تشمل بقايا قناة. بعد الانتصارات المتتالية للفاندال والقوطيون الغربيون في مقاطعة هسبانيا في القرون الخامس والسادس، فتح المسلمون المدينة في 712 وأصبحت مركزاً مهماً للمسلمين في الأندلس.

### الفترات المبكرة

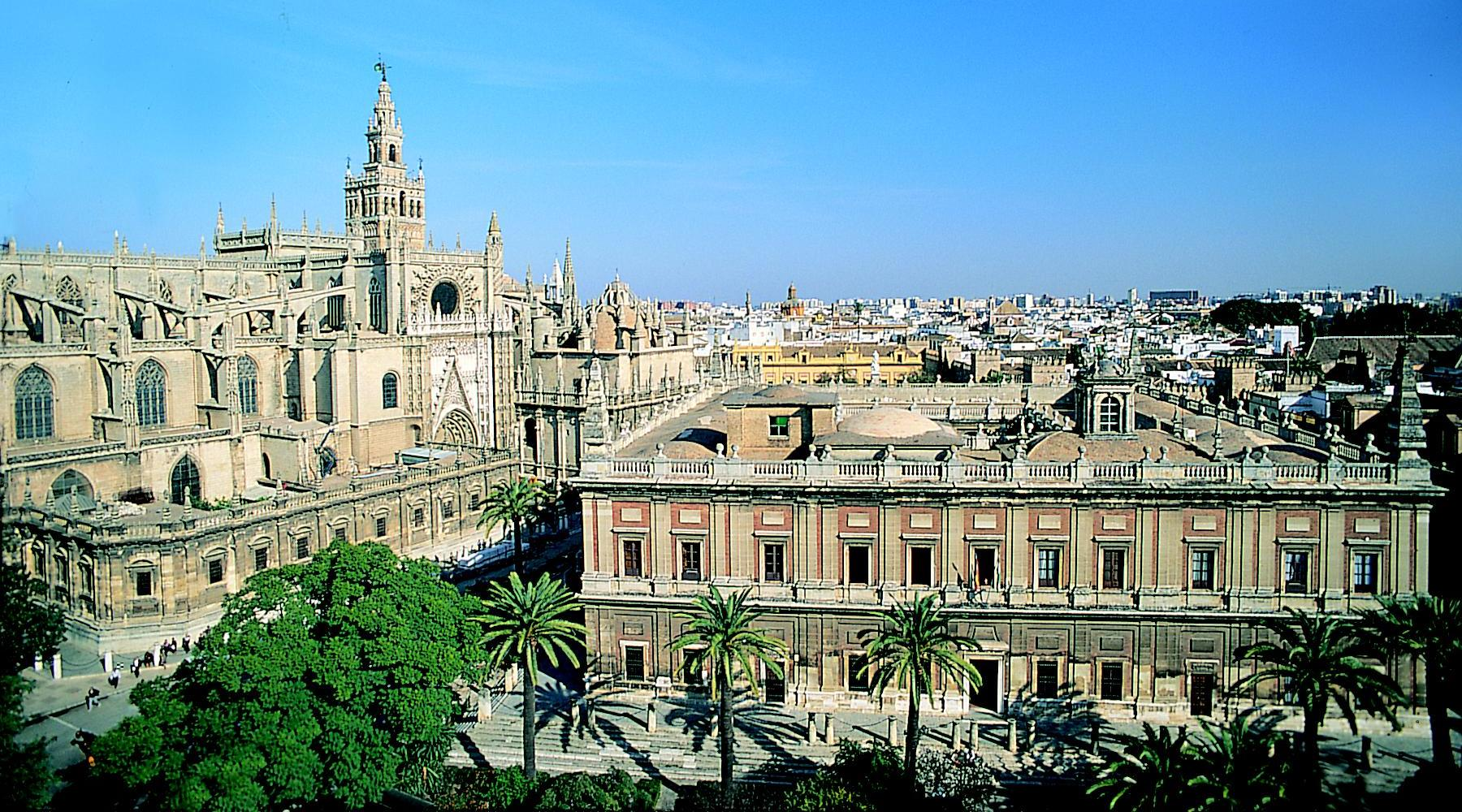
كاتدرائيه سيفييا هي واحدة من أكبر الكاتدرائيات في العالم

اشتهرت إشبيلية أيام الحكم الإسلامي لإسبانيا وكان عبد الرحمن الثاني قد أمر ببناء أسطول بحري ودار لصناعة الأسلحة فيها في أواسط القرن التاسع الميلادي. من أشهر حكامها المعتمد بن عباد وسميت (حمص) نسبة لنزول جند الشام فيها. من معالمها منارة الخيرالدا التي بنيت بأمر من السلطان أبو يوسف يعقوب المنصور الموحدي.

### عصر الولاة
- فتح المسلمون إشبيلية في شعبان سنة (94هـ - 713م) بقيادة موسى بن نصير بعد حصار دام شهراً واحداً وأقام عليها عيسى بن عبد الله الطويل، وهو أول ولاتها من المسلمين.
- في سنة 95 هـ خلف «عبد العزيز بن موسى بن نصير» أباه والياً على «الأندلس»، واستقر في «اشبيلية»، واتخذها عاصمة له.
- في سنة 97 هـ قُتل عبد العزيز بن موسى في إشبيلية، وولى الأندلس من بعده أيوب بن حبيب اللخمى، الذي نقل العاصمة إلى قرطبة.

### العصر الأموي(الذهبي)
- في سنة 214 هـ بنى فيها عبد الرحمن الأوسط المسجد الجامع الأول، وهو مسجد محمد بن عمر بن عديِّس.
- في سنة 226 هـ أغار «النورمان» على «إشبيلية» وأحرقوا جامعها، ولكن القوات الأندلسية أنزلت بهم هزيمة حاسمة عند قرية «طلياطة» شمال «إشبيلية».
- في سنة 231 هـ بُنى سور المدينة الأول، ودار الصناعة التي لا تزال باقية في موضعها إلى الآن.
- في سنة 300 قضى عبد الرحمن الناصر على ثورة بني الحجاج، وبني خلدون في إشبيلية.
- في سنة 301 هـ هدم ابن السليم أول عُمّال عبد الرحمن الناصر سور إشبيلية، وجدد بناء قصر الإمارة.

### عصر ملوك الطوائف
- في سنة 414 هـ بدأ عصر الطوائف، حيث استبد أبو القاسم محمد بن عبّاد قاضي إشبيلية بحكومتها، وأنشأ دولة بنى عبّاد.
- في سنة 484 هـ سقطت إشبيلية، وقرطبة في يد المرابطين واستولى القائد المرابطي سير بن أبي بكر على إشبيلية، وهدم قصور بنى عبّاد.

### القرن 12و13م
- في سنة 549 هـ انتهى حكم المرابطين في إشبيلية على يد القائد الموحدي برّاز بن محمد المسوفى، واتخذ حاكم الأندلس إشبيلية عاصمة له.
- في سنة 580 هـ أعدّ أبو يعقوب يوسف في إشبيلية حملته الكبرى على غرب الأندلس، واستشهد أثناء معركة شفترين في البرتغال، وولى بعده ابنه يعقوب، وفي عصره تمت منشآت الموحدين.
- في سنة 596 هـ انتهى العصر الذهبي لاشْبِيِلِيَة بعد وفاة يعقوب الذي لقب نفسه بالمنصور.
- في غرة شعبان سنة 646 هـ حاصر ملك كاستيا وليون فرديناند الثالث إشبيلية، ودخلها بعد حصار دام سنة وخمسة أشهر.
- في الأعوام التالية حاول سلاطين الأسرة المرينية بمراكش استرجاع المدينة من المسيحيين إلا أن محاولاتهم باءت بالفشل، وبذلك خرجت اشبيلية من أيدى المسلمين.

### القرن 19 و20
عقب استيلاء المسيحين عليها، تم تشييد مبان عامة بما في ذلك الكنائس. وفي وقت لاحق، شهدت المدينة عصرا ذهبيا آخر من التنمية التي أحدثتها تراكم الثروة من منح احتكار التجارة مع الأقاليم الإسبانية في العالم الجديد. بعد تغرين يصل من الوادي الكبير، واستقرت المدينة في تدهور اقتصادي نسبي. واتسم تنمية سيفييا في القرنين التاسع عشر والعشرين بالنمو السكاني وزيادة التصنيع.
سقطت إشبيلية بسرعة كبيرة إلى قوات فرانكو بالقرب من بداية الحرب الأهلية الإسبانية في عام 1936 بسبب قربها من قوة الغزو قادمة من المغرب. بعد استيلاء فرانكو على المدينة، واستمرت المقاومة في صفوف الطبقة العاملة في مجالات لبعض الوقت، حتى سلسلة من الأعمال الانتقامية الشرسة التي وقعت.

## موقع إشبيلية وسكانها
تقع إشبيلية على سهل من سهول نهر الوادي الكبير، ويبلغ متوسط ارتفاع أرضها 7 امتار (23 قدم) فوق مستوى سطح البحر. ويُعرف سكانها بالأشبيليين (باللغة الإسبانية sevillanos، وصيغة المؤنث sevillanasأو hispalenses).
ويبلغ عدد السكان حوالي 	703.021 اعتبارا من 2011 (تقديرات المعهد الوطني للإحصاء) سكان منطقة العاصمة (المنطقة الحضرية بالإضافة إلى البلدات) 1.519.639 اعتبارا من 2011 (تقديرات المعهد الوطني للإحصاء)، والترتيب باعتبارها رابع أكبر منطقة حضرية من إسبانيا. يزيد عدد سكان المدينة بضواحيها عن 1.5 مليون نسمة.

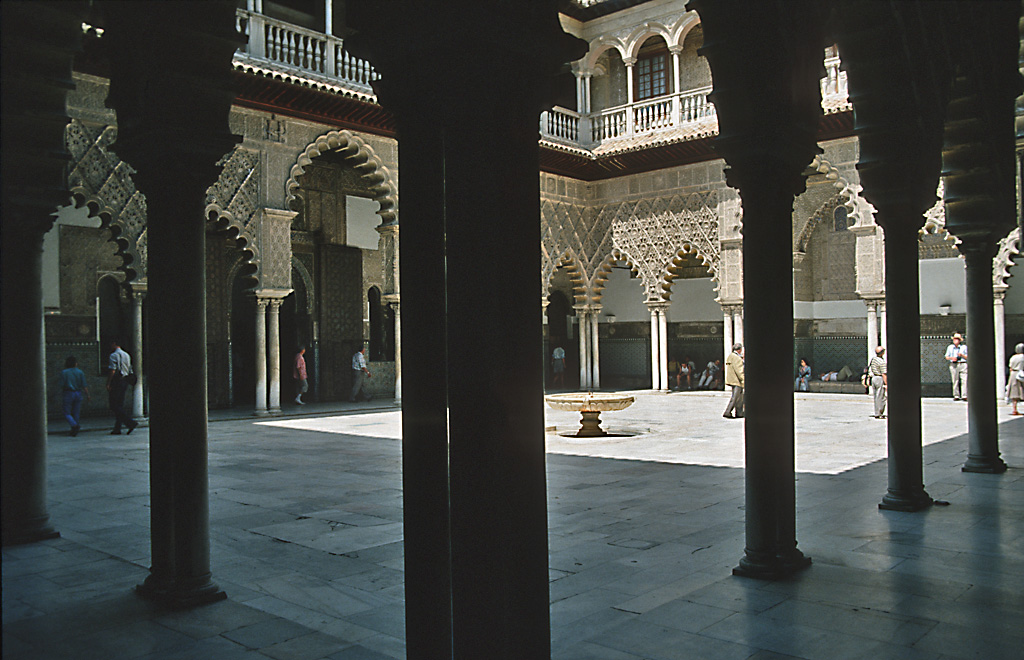
القصر في إشبيلية

## المناخ
مناخ إشبيلية هو مناخ البحر المتوسط مع التأثيرات المحيطية، المتوسط السنوي لدرجات الحرارة 18,6 درجة مئوية (65 درجة فهرنهايت)، مما يجعلها واحدة من أحر مدن أوروبا.
الشتاء معتدلاً: كانون الثاني / يناير هو أروع الشهر، مع متوسط درجة الحرارة القصوى 15.9 درجة مئوية (61 درجة فهرنهايت)، والحد الأدنى من 5.2 درجة مئويه (41 درجة فهرنهايت).
الصيف الحار جداً: هو أب / أغسطس أحر شهر، مع متوسط درجة الحرارة القصوى 35.5 درجة مئوية (96 درجة فهرنهايت)، والحد الأدنى من درجات الحرارة 19.4 درجة مئوية (67 درجة فهرنهايت) كل عام ودرجة الحرارة تتجاوز 40 درجة مئوية (104 درجة فهرنهايت) وفي عدة مناسبات.
درجات الحرارة القصوى من محطة الطقس في مطار إشبيلية هي -5.5 درجة مئوية (22 درجة فهرنهايت) في 12 شباط / فبراير 1956، و 46.6 درجة مئوية (116 درجة فهرنهايت) في 23 تموز / يوليو 1995.
هطول الأمطار تتفاوت من 600 إلى 800 ملم (23.5-31.5 في السنة الواحدة، وركزت في فترة تشرين الأول / أكتوبر إلى نيسان / أبريل. كانون الأول / ديسمبر أكثر شهر مطراً، ويبلغ متوسط سقوط الأمطار من 95 ملم (4 في). يوجد في المتوسط 52 يوما من الأمطار، 2898 ساعة من الشمس وأربعة أيام من الصقيع في السنة.

## مزارات المدينة الرئيسية

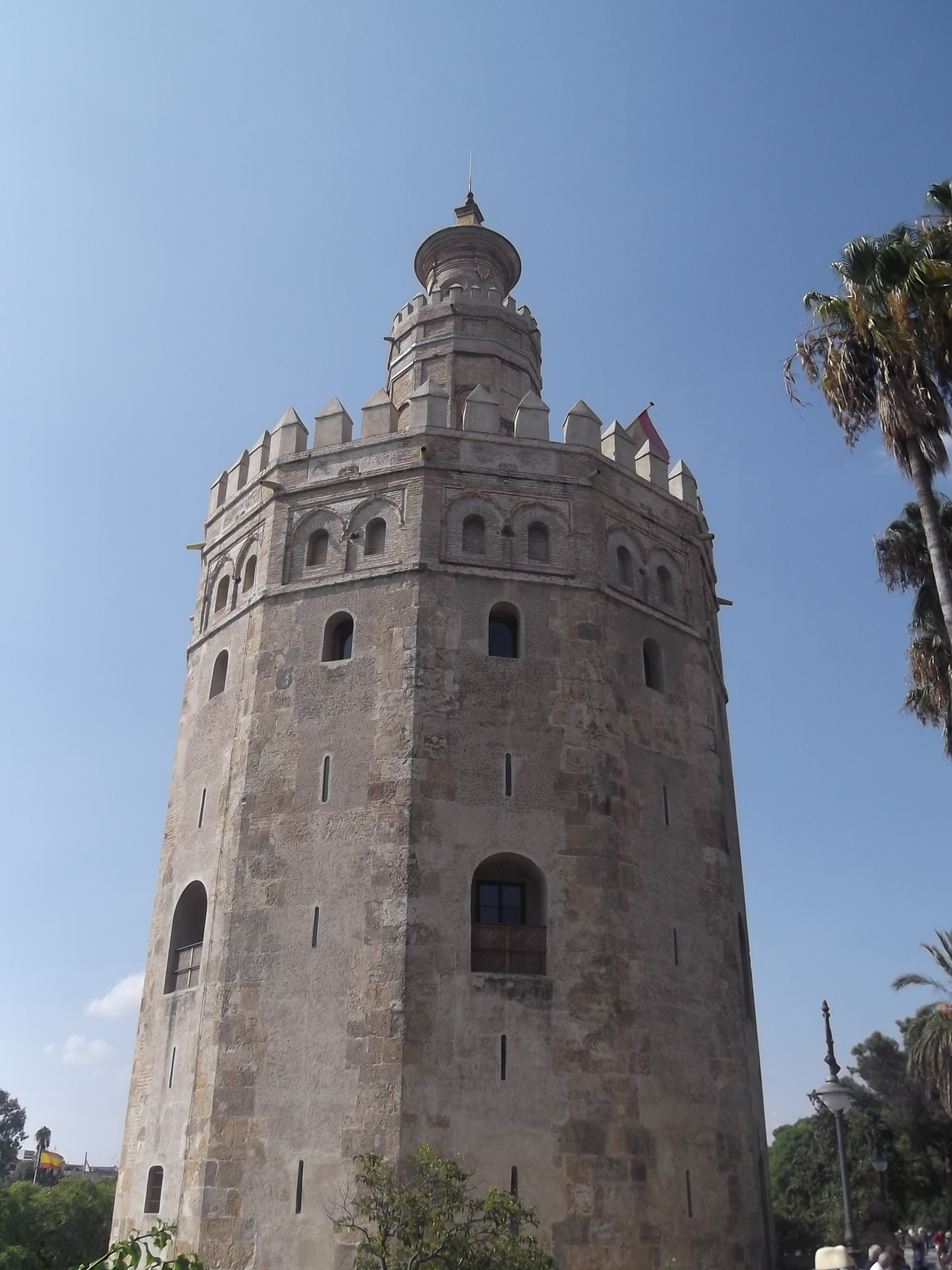
برج الذهب بإشبيلية

شيدت كاتدرائية إشبيلية من 1401—1519 على الموقع السابق للمسجد في المدينة. وكاتدرائية إشبيلية من بين أكبر جميع كاتدرائيات القرون الوسطى الجرمانية، سواء من حيث المجال والحجم. الداخل هو الأطول في إسبانيا، وهو مزين بشكل مسرف، مع كمية كبيرة من الذهب. أعادت الكاتدرائية استخدام بعض الأعمدة ومن عناصر المسجد، ومعظمها بشكل مشهور، وجيرالدا، أصلا مئذنة، تحولت إلى برج الجرس. ومن تصدرت التمثال، المعروف محليا باسم el Giraldillo، يمثلون الايمان. داخل البرج تم بناؤه مع التعليات بدلا من السلالم، لإتاحة المؤذن وآخرون للصعود إلى الأعلى. ترتفع «الجيرالدا» شامخة فوق أسطح منازل إشبيلية، وتعتبر أهم معالم المدينة، وقد بنيت سنة 1184 م كمئذنة لمسجد إشبيلية الكبير الذي تحول مع مئذنته إلى كاتدرائية. يبلغ ارتفاع الجيرالدا 97,5 متراً، وقد تم بناء القمة المتحركة حسب اتجاه الرياح في القرن السادس عشر، ومنذ ذلك الحين أصبحت الجيرالدا تعرف بهذا الاسم نسبة إلى التمثال في أعلاها.

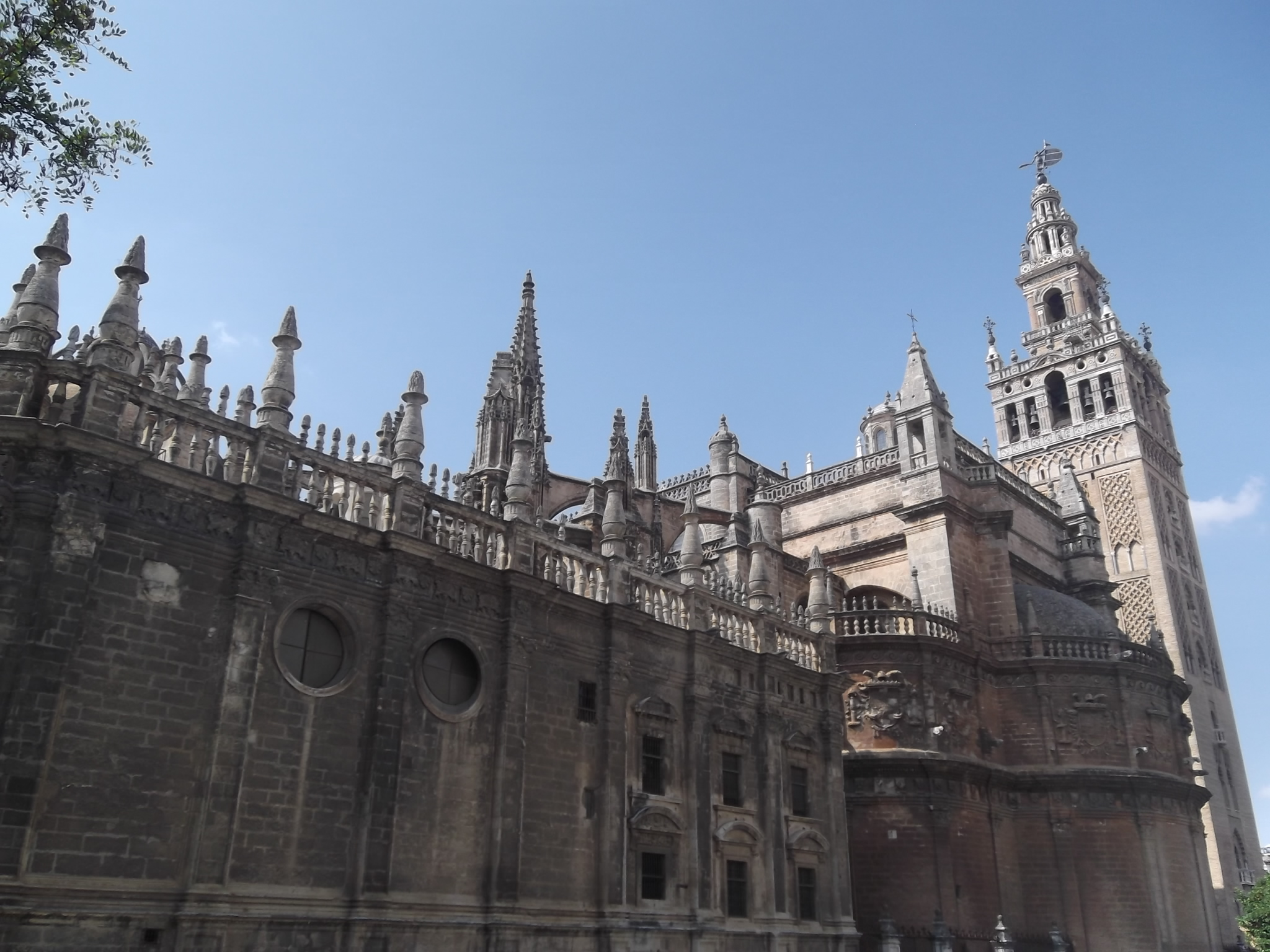
كاتدرائية إشبيلية

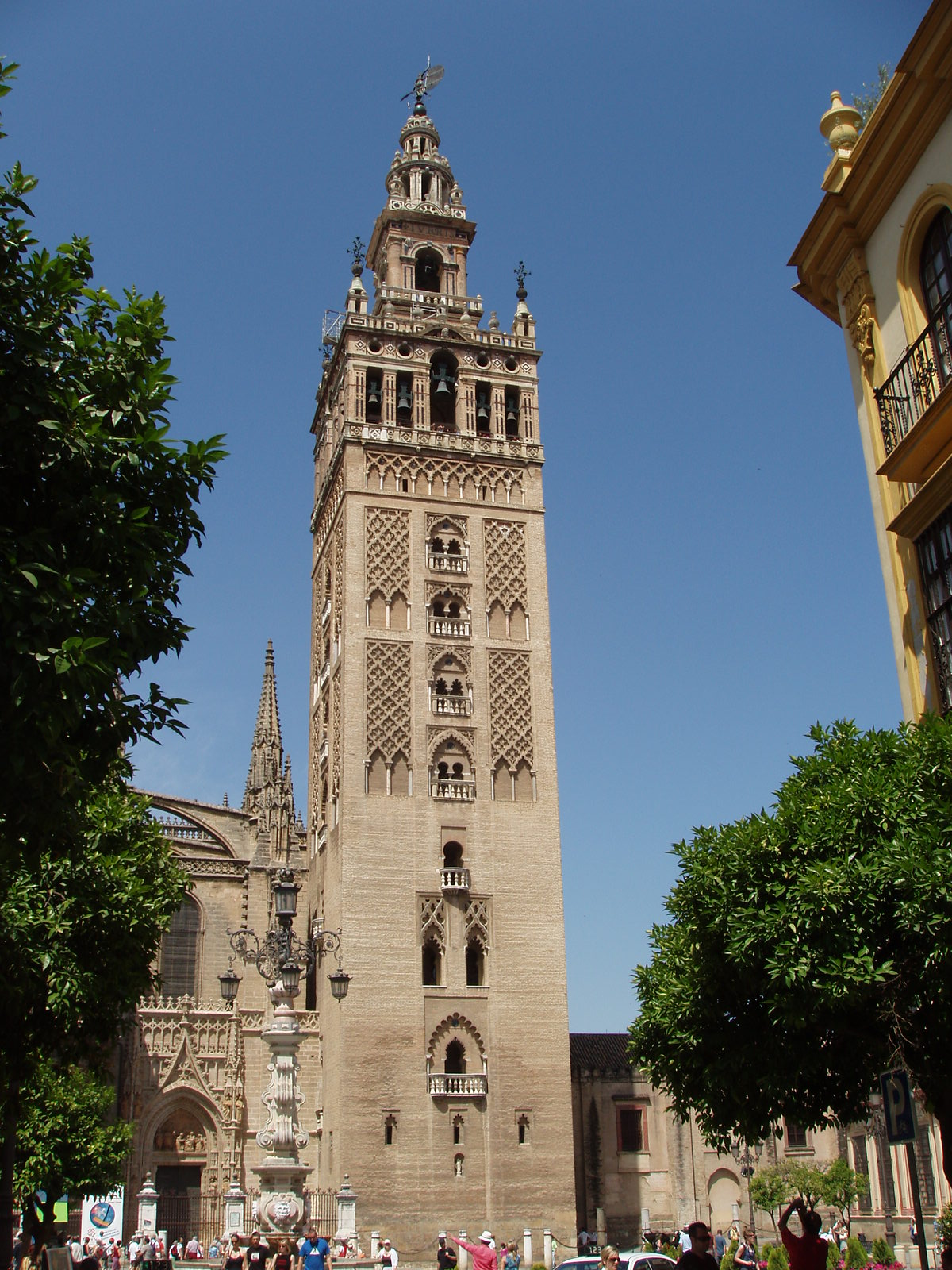
مئذنة المسجد الجامع، وعليه تقوم اليوم كاتدرائية "خيرالدا بإشبيلية".

يواجه كاتدرائية إشبيلية الكازار الذي وضع من قصر المدينة القديمة المغاربي؛ البناء الذي بدأ في 1181 واستمر لأكثر من 500 عاماً، وأيضاً في عصر النهضة. الحدائق هي خليط من التقاليد المغاربية، الأندلسية، والمسيحية.
دار البلدية، بنيت في القرن السادس عشر. وقد شيدت الساحة الجديدة (بلازا نويفا) في القرن التاسع عشر في أسلوب تقليدي حديث.
تقع جامعة إشبيلية داخل الموقع الأصلي لأول مصنع تبغ في أوروبا، ابتكر المرابطون نظاماً جديداً في تخطيط الأسوار، إذ عمدوا إلى الإكثار من الزوايا الداخلية والخارجية بالسور، بحيث يتخذ شكل خطوط متعرجة متكسرة، وميزة هذا النظام أن يترك الجند أعداءهم يتقدمون داخل إحدى الزوايا، ثم يندفعون عليهم من أعلى الأسوار على الدروب فيفتكون بهم فتكاً ذريعاً، ويشبه هذا النظام «الزمبرك» إذا ضغط عليه ثم ترك اندفع بقوة فيصيب ما يقابله، وما زال قطاع من هذه الأسوار بإشبيلية قائماً، ويعرف باسم سور مقارنة، ويمتد من باب مقارنة حتى باب قرطبة، وتتناثر بعض بقاياه بعد ذلك في حديقة معهد الوادي.
من معالم إشبيلية الباقية السور الأمامي الذي بناه وشيده الحاكم«أبو العلا إدريس» عـام 1223م. وحفر حوله خندقا، ومد منه سور قليل الارتفاع إلى نهر الوادي الكبير ببرج ضخـم كبير الأضلاع هو برج الذهب القائم حتى اليوم، وفي مقابل هذا البرج برج مماثل له عـلى الشاطئ القريب من المدينة يربط بينهما سلسلة حديدية ضخمة تمنع السفن من المرور ليلا في نهر الوادي الكبير حماية للمدينة من التسلل إليه عبر النهر.

## نادي إشبيلية
نادي إشبيلية (Sevilla Fútbol Club) هو نادي كرة قدم من مدينة إشبيلية بإسبانيا. له تاريخ عريق في كرة القدم الأوروبية حيث تأسس في 14 أكتوبر، 1905. يعتبر أقدم ناد إشبيلي، وثاني أقدم ناد في أندلوسيا. كان أول نادٍ أندلسي لعب في الكأس الأوروبي (الذي يسمى حالياً باسم دوري أبطال أوروبا) في موسم 1957-58. نادي إشبيلية أيضاً لعب في كأس أبطال الكؤوس الأوروبي مرتين.

## مدن توأمة
- طنجة، المغرب.
- مراكش، المغرب.